# Spadając

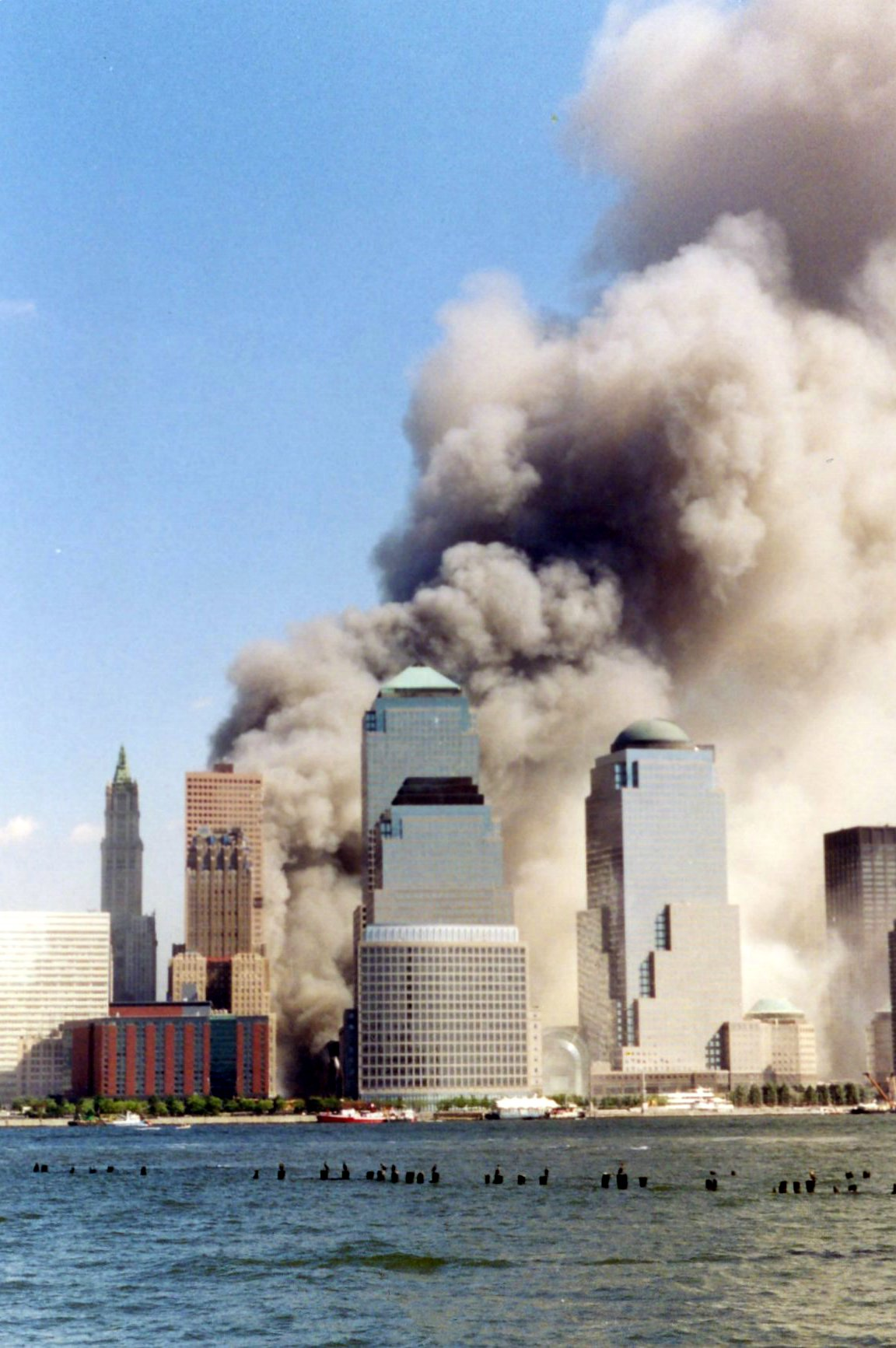
Chmura pyłu po zawaleniu się wież kompleksu World Trade Center

Spadając (org. Falling man) – powieść amerykańskiego pisarza Dona DeLillo opublikowana w czerwcu 2007 r., podejmująca temat zamachów z 11 września 2001 roku i ich psychologicznych następstw.
Akcja powieści obejmuje dwa główne wątki. Pierwszym z nich jest historia Keitha, ocalałego z zamachów na World Trade Center, i jego rodziny. Drugim – opowieść o drodze muzułmanina Hammada do stania się fanatykiem i uczestnikiem zamachów. W ostatnim rozdziale oba wątki przecinają się.
Pomysł napisania powieści o zamachach z 11 września pojawił się w 2004 r. DeLillo czytał wtedy materiały o tym wydarzeniu i natrafił na wykonane w dzień zamachu zdjęcie mężczyzny idącego ulicą. Ubrany był on w garnitur, pokryty pyłem i popiołem, w ręce trzymał teczkę. Pisarz próbował sobie wyobrazić, kim był człowiek ze zdjęcia i jaka była jego historia. Stało się to punktem wyjścia powieści. Jej pisanie rozpoczął kilka miesięcy później.
Oryginalny tytuł utworu nawiązuje do fotografii The Falling Man wykonanej przez Richarda Drew w dniu zamachu. Przedstawia ona mężczyznę spadającego z północnej wieży World Trade Center o godzinie 9:41:15. W powieści do zdjęcia nawiązuje performer David Janiak, który odtwarza je w różnych miejscach Nowego Jorku – skacze z budynków w pozie przypominającej tą, w jakiej uchwycony został bohater zdjęcia Richarda Drew.
Na język polski powieść przełożył Robert Sudół.